# Епитимья
Епитимья́, или епитимия́ (от др.-греч. ἐπιτίμιον; обычно во мн. ч. ἐπιτίμια — стоимость; наказание, кара, возмездие) — церковное наказание (прещение), налагаемое на мирян в христианской Церкви; имеет значение нравственно-исправительной меры.

Не укоряй человека, обращающегося от греха: помни, что все мы находимся под эпитимиями.
— Сир. 8:6

## В Православной церкви
Православное каноническое право определяет епитимью не как наказание или карательную меру за совершённые грехи, но как «врачевание духовное». При этом важно учитывать, что епитимья не составляет безусловной необходимости при совершении исповеди. В православии епитимья не считается удовлетворением Бога за грехи, и её можно не налагать на кающегося, который чистосердечно раскаивается и обещает не повторять грехи.
В настоящее время в православии епитимья налагается редко и в основном на тех, кто упорствует в каком-то грехе, и если священник убеждён, что епитимья не приведёт ни к отчаянию, ни к лености и нерадению. Наложенная епитимья не может быть сверх возможностей человека. Степень и продолжительность епитимьи обусловлена тяжестью греховных преступлений, но зависит от усмотрения духовника. Суровые епитимьи, предусмотренные древними канонами (долговременное отлучение от причастия, даже предписание молиться не в храме, а на паперти и др.), в настоящее время практически не употребляются. Над исполнившим епитимью читается особая «Молитва над разрешаемым от запрещения», через которую он полностью восстанавливается в своих «церковных правах». В дореволюционной России существовала, кроме того, епитимья, налагаемая гражданским судом на основании уголовных законов за вероотступничество, святотатство, ложную присягу и некоторые тяжкие моральные преступления. В отличие от епитимьи, предписанной духовником, она имела определённое значение наказания. Способы её исполнения и контроль осуществлялись епархиальными властями, получавшими решение суда.
Монастырская епитимья была известна под названием «ссылка в монастырь под начал». Время ссылки указывалось определённым сроком — на год или два, или неопределённым — «до указа», «донеже в чувствие прийдет». Этому же наказанию подвергались и виновные в брачных делах. Наиболее обычной и распространённой епитимьёй первой половины XIX века, назначаемой консисторией, были поклоны. Количество поклонов было разным (от 150 до 1000), но за один раз необходимо было сделать не более 100. Осуждённый к поклонам должен был положить их на алтарь того собора или города, в уезде которого жил.
Отлучение от Евхаристии
В Православии епитимья, состоящая в отлучении от участия в Евхаристии, назначалась за грехи явные и более важные. Согласно правилам святых отцов и соборов, сроки отлучения следующие:
- отпадшие от Церкви:
  - добровольно и затем раскаявшиеся — до конца жизни;
  - не добровольно, а вынужденно — 4—9 лет;
- волшебникам и чародеям — 20 лет;
- убийцам:
  - вольный — 20 лет;
  - невольный — 10 лет;
- прелюбодейцам — 15 лет;
- кровосмесникам:
  - в высших степенях родства — 20 лет;
  - в других степенях родства — 12 лет;
- сочетавшиеся браком в родстве — 7—15 лет;
- блудникам — 3—9 лет;
- клятвопреступникам — 6—10 лет;
- гробокопателям — 9—10 лет;
- нарушившие обет девства — 15 лет;
- воры — 1, 2 года[1].

В 1995 году в «Обращении к клиру и приходским советам города Москвы» Святейшего Патриарха Московского и всея Руси Алексия II изложена позиция Русской православной церкви по отношению к церковным наказаниям, то есть к епитимии: «Каноническое отлучение от Причастия на длительные сроки за так называемые смертные грехи не есть мера Божественного возмездия за грех, осуждения и кары, но мера исправления, врачевания… Отлучение от Причастия действенно и потому применимо только для глубоко церковных людей, а таких среди современных исповедников меньшинство. Для большинства же людей, мало или недостаточно церковных, гораздо полезнее будет такая епитимия, как более частое хождение в церковь, чтение Священного Писания, чтение молитвенного правила утром и вечером, социальное служение больным, обездоленным и несчастным, во искупление своих грехов».
В соответствии с Уставом Русской православной церкви, принятым в 2000 году, отлучение от Церкви налагается правящим архиереем или Патриархом и Священным Синодом только по представлению церковного суда, который предварительно исследовал дело и вынес по нему решение. Архиерей принимает решение по делу о церковном правонарушении после рассмотрения дела епархиальным судом; канонические прещения, наложенные архиереем, утверждаются Патриархом. Совершившие церковные правонарушения архиереи (за исключением Патриарха) и клирики, поставленные на должности по решению Патриарха и Священного Синода, подлежат общецерковному суду. Дела по догматическим и каноническим отступлениям Патриарха рассматриваются Архиерейским Собором в качестве церковного суда первой и последней инстанции.
В 2008 году в статье 6 о правилах наложения канонического прещения (наказания) в «Положении о церковном суде Русской Православной Церкви (Московского Патриархата)», принятого Архиерейским Собором Русской православной церкви, указывается на необходимость учитывать причины совершения церковного правонарушения, образ жизни виновного и действовать в духе икономии в целях исправления либо в подобающих случаях — в духе акривии в целях покаяния виновного.

## В Католической церкви
Согласно Катехизису католической церкви, после отпущения грехов человек должен сделать ещё что-то, чтобы исправить свою вину. За грехи он должен принести «удовлетворение» или «умилостивление», которые также называются «епитимией». При этом епитимия, налагаемая духовником, должна искать духовного блага кающегося и в максимальной степени соответствовать тяжести и природе содеянных грехов. Она может состоять в молитве, в приношении, в делах милосердия, в служении ближнему, в добровольных лишениях, в жертвах.